# Antonio Santa Cruz

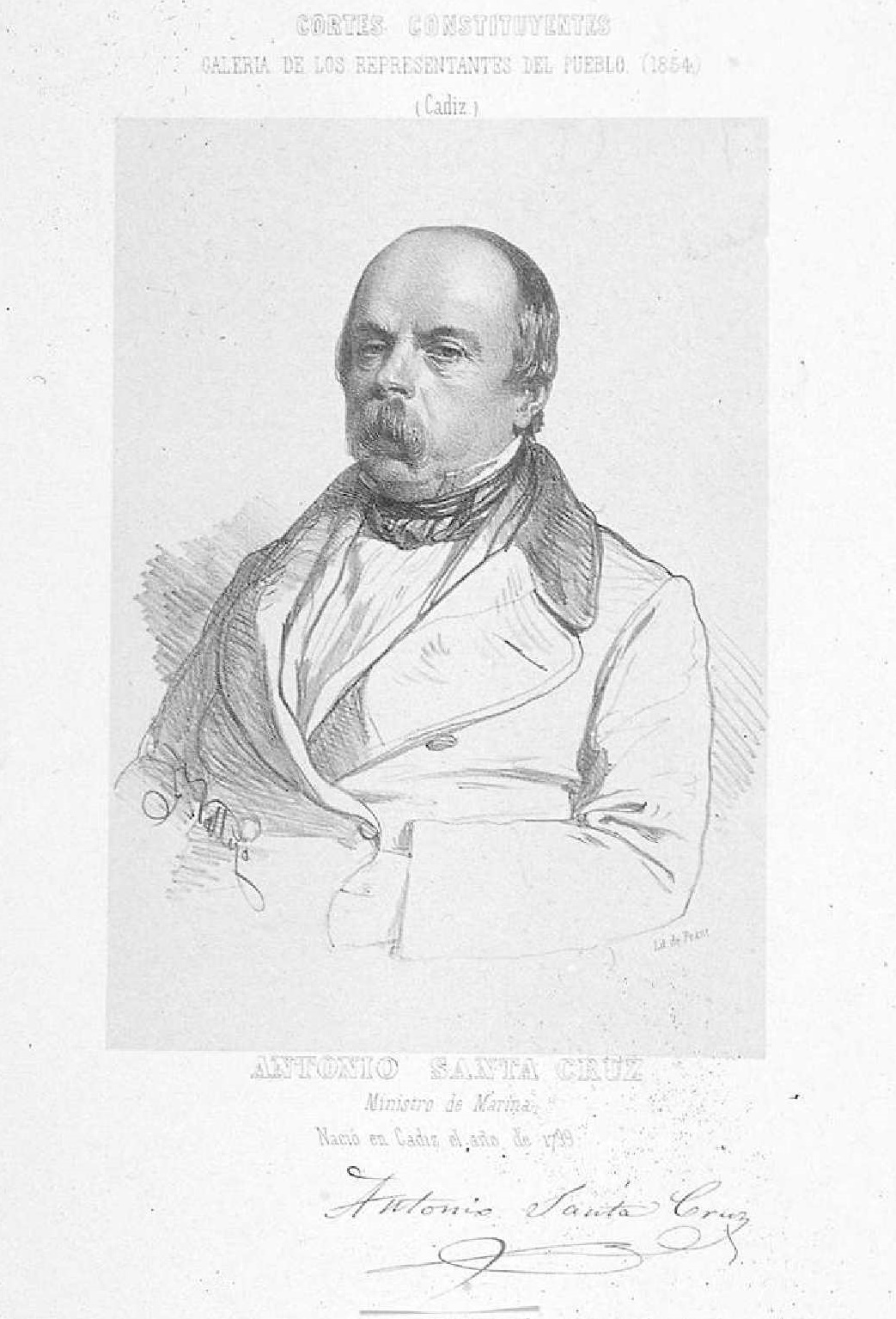
Retrato de Antonio Santa Cruz, litografía de José Vallejo y Galeazo: Cortes constituyentes: galería de los representantes del pueblo (1854) / (Cádiz).

Antonio Santa Cruz Blasco (Cádiz, 29 de marzo de 1798-Madrid, 8 de octubre de 1865) fue un militar y político español durante el reinado de Isabel II.

## Biografía
Comenzó su carrera militar en 1814 como cadete de la Guardia Real y en 1818 pasa a los Cazadores Reales. En 1820 logró ingresar como alférez en la Armada Española. En 1822 es destinado al bergantín Voluntario en México y a las Antillas, y en 1827 fue ascendido a alférez de navío. En 1830, cuando estaba destinado en Barcelona, se vio implicado en el pronunciamiento liberal de Espoz y Mina, por lo que tuvo que exiliarse en Francia, como muchos de los conspiradores. En 1833 fue amnistiado y regresó a España, si bien el perdón político no fue suficiente para ser readmitido en la Armada inmediatamente, pues tuvo que esperar hasta 1835 para ingresar en esta, con el grado de teniente de navío y siendo destinado a la Capitanía General de Cartagena.
Durante la primera guerra carlista se ofreció como voluntario para ir al frente y fue destinado a Valencia, donde conoció a Baldomero Espartero, quien promoverá su ascenso a comandante en 1838 ya coronel en 1840, año en que pasó a Granada y en 1842 regresó a su Cádiz natal. Intentó serle fiel a Espartero y se vio implicado en crisis de 1843 que acabó con la regencia de Espartero y su inmediato exilio. Tras la caída de su valedor, perdió su ascenso y fue destinado al Arsenal de Cartagena. Temeroso de ser juzgado en un consejo de guerra, huyó por segunda vez a Francia.
En julio de 1847 el Consejo de Ministros autorizó su regreso desde Burdeos, donde se había instalado, y fue ascendido a brigadier con el mando en Santander. Sin ser de su agrado el destino, continuó en la Corte formando parte de la comisión que revisaba la Ordenanza de Matrícula de Mar. En 1853 fue ascendido a Jefe de Escuadra.
Entre diciembre de 1854 y julio de 1856 ocupó el cargo de Ministro de Marina en el tercero, cuarto y quinto gabinetes de Baldomero Espartero. En 1855 fue diputado por Cádiz en sustitución del propio presidente del Consejo de Ministros. Tras su dimisión fue ascendido a teniente general en 1857 y en 1858 recibió la gran cruz de la Orden de San Hermenegildo. En 1861 fue nombrado senador vitalicio y en 1863 ministro del Tribunal Supremo de Guerra y Marina. Murió en Madrid el 8 de octubre de 1865 víctima de una epidemia de cólera.